# کومسومولسکی (شهرستان کاراایدلسکی، باشقیرستان)
کومسومولسکی (انگلیسی: Komsomolsky, Karaidelsky District, Republic of Bashkortostan) یک شهرک در شهرستان کاراایدلسکی استان باشقیرستان کشور روسیه است.